# Maurice Elvey
Maurice Elvey, född William Seward Folkard den 11 november 1887 i Stockton-on-Tees, död den 28 augusti 1967 i Brighton, var en brittisk filmregissör och filmproducent. Vid nio års ålder rymde han hemifrån till London. Där hade Elvey olika ströjobb innan han vid 17 års ålder började arbeta som scenarbetare och skådespelare. Efter att ha medverkat i flera teaterföreställningar bytte Elvey år 1913 spår till att börja arbeta med film. Elvey blev en av de mest fruktsamma regissörerna i brittisk filmhistoria, där han mellan 1913–1957 regisserade närmare 200 filmer. Under stumfilmseran regisserade Elvey upp mot 20 filmer om året. Han pensionerade sig vid 70 års ålder, då hans hälsa hade försämrats och han hade blivit blind på ena ögat. Elvey avled den 28 augusti 1967, vid 79 års ålder.